# David Veilleux
David Veilleux (Cap-Rouge, 26 november 1987) is een voormalig Canadees wielrenner die van 2011 tot 2013 voor Team Europcar uitkwam. Bij de beloften was hij meerdere malen Canadees kampioen tijdrijden.
In september 2013 kondigde hij aan dat hij zou stoppen met wielrennen om zich te kunnen concentreren op zijn studie.

## Belangrijkste overwinningen
2006
- Canadees kampioen op de weg, Beloften
- Canadees kampioen tijdrijden, Beloften

2007
- Canadees kampioen tijdrijden, Beloften

2008
- Canadees kampioen tijdrijden, Beloften
- 4e etappe Ronde van Pennsylvania
- 5e etappe Ronde van Pennsylvania
- Eindklassement Ronde van Pennsylvania
- Eindklassement Ronde van Elk Grove

2009
- Canadees kampioen tijdrijden, Beloften
- Pan-Amerikaans kampioenschap tijdrijden, Beloften

2011
- La Roue Tourangelle

2012
- 1e etappe Mi-Août en Bretagne
- Eindklassement Mi-Août en Bretagne
- Ronde van de Drie Valleien
- Trittico Lombardo

2013
- 1e etappe Critérium du Dauphiné
- Eindklassement Boucles de la Mayenne

## Resultaten in voornaamste wedstrijden
| Jaar | Ronde van Italië | Ronde van Frankrijk | Ronde van Spanje |
| ---- | ---------------- | ------------------- | ---------------- |
| 2011 |                  |                     |                  |
| 2012 |                  |                     |                  |
| 2013 |                  | 123e                |                  |

| Jaar | Gent-Wevelgem | Ronde van Vlaanderen | Parijs-Roubaix | E3 Harelbeke |  | WK op de weg |
| ---- | ------------- | -------------------- | -------------- | ------------ |  | ------------ |
| 2011 |               |                      | 25e            | 81e          |  | 19e          |
| 2012 |               |                      | 47e            | 50e          |  | 83e          |
| 2013 | 66e           | 92e                  |                | 59e          |  |              |

Arashiro ·
Bernaudeau ·
Bouyer ·
Charteau ·
Chavanel ·
Claude ·
Cousin ·
Gaudin ·
Gautier ·
Gène ·
Haddou ·
Hurel ·
Jérôme ·
Kern ·
Le Floch ·
Pichot ·
Quéméneur ·
Reza ·
Rolland ·
Turgot ·
Veilleux ·
Voeckler ·
Lamoisson (stagiair) ·
Moritz (stagiair) ·
Nauleau (stagiair) 
Arashiro ·
Bernaudeau ·
Bouyer ·
Charteau ·
Chavanel ·
Chtioui ·
Claude ·
Cousin ·
Gaudin ·
Gautier ·
Gène ·
Haddou ·
Hurel ·
Jérôme ·
Kern ·
Malacarne ·
Pelucchi ·
Pichot ·
Quéméneur ·
Reza ·
Rolland ·
Thurau ·
Tulik ·
Turgot ·
Veilleux ·
Voeckler ·
Guillemois (stagiair) ·
Lecuisinier (stagiair) ·
Nauleau (stagiair) 
Arashiro ·
Berhane ·
Bernaudeau ·
Bouyer ·
Charteau ·
Chavanel ·
Coquard ·
Cousin ·
Gaudin ·
Gautier ·
Gène ·
Hurel ·
Jérôme ·
Kern ·
Lamoisson ·
Malacarne ·
Pichot ·
Quéméneur ·
Reza ·
Rolland ·
Thurau ·
Tulik ·
Turgot ·
Veilleux ·
Voeckler ·
Guillemois (stagiair) ·
Lecuisinier (stagiair) ·
Morice (stagiair) ·
Nauleau (stagiair) 